# Toccolosida
Toccolosida is een geslacht van vlinders van de familie snuitmotten (Pyralidae), uit de onderfamilie Pyralinae.

## Soorten
- T. bilinealis Snellen, 1892
- T. rubriceps Walker, 1863
- T. subolivalis Snellen, 1898